# Котор (община)
Община Котор (серб./чорн. Општина Котор/Opština Kotor) — община/громада в Чорногорії. Адміністративний центр общини - місто Котор, населення якого становить близько 1,331 (2003).
Громада розташована в південній частині Чорногорії на морському узбережжі Адріатичного моря і частково межує з Боснією та Герцеговиною. За переписом населення проведеного в Чорногорії в 2003 році чисельність мешканців общини становила близько 22 947 чоловік, які мешкали на площі 335 км² в 56 населених пунктів.

## Національний склад
Згідно з переписом населення країни, станом на 2003 рік:
| Етничні групи                   | Населення. | Процент  |
| ------------------------------- | ---------- | -------- |
| чорногорці                      | 10.741     | 46,80 %  |
| серби                           | 7.094      | 30,91 %  |
| хорвати                         | 1.762      | 7,67 %   |
| не визначилися з національністю | 2.165      | 9,43 %   |
| невідомі                        | 1.185      | 5,19 %   |
| Загалом                         | '22 947    | 100,00 % |

## Населені пункти общини/громади
- Бігова (Bigova)
- Братешичі (Bratešići)
- Буновичі (Bunovići)
- Великі Залази (Veliki Zalazi)
- Вішнєва (Višnjeva)
- Врановичі (Vranovići)
- Главаті (Glavati)
- Главатичіці (Glavatičići)
- Горній Моринь (Gornji Morinj)
- Горішній Ораховац (Gornji Orahovac)
- Горішній Столів (Gornji Stoliv)
- Горовичі (Gorovići)
- Доброта (Dobrota)
- Долішній Моріньї (Donji Morinj)
- Долішній Ораховац (Donji Orahovac)
- Долішній Столів (Donji Stoliv)
- Драгаль (Dragalj)
- Дражин Врт (Dražin Vrt)
- Дуб (Dub)
- Загора (Zagora)
- Звечава (Zvečava)
- Кавач (Kavač)
- Кнежлаз (Knežlaz)
- Колужунь (Kolužunj)
- Ковачі (Kovači)
- Констаньїця (Kostanjica)
- Котор (Kotor)
- Кримовиця (Krimovica)
- Кубасі (Kubasi)
- Ластва Грбальська (Lastva Grbaljska)
- Ледениці (Ledenice)
- Липці (Lipci)
- Лєшевичі (Lješevići)
- Малі Залази (Mali Zalazi)
- Малов До (Malov Do)
- Мірац (Mirac)
- Муо (Muo)
- Налєжичі (Nalježići)
- Пеліново (Pelinovo)
- Пераст (Perast)
- Пиштет (Pištet)
- Побрдже (Pobrđe)
- Прієради (Prijeradi)
- Прчань (Prčanj)
- Радановичі (Radanovići)
- Рисан (Risan)
- Стрп (Strp)
- Сутвара (Sutvara)
- Трешніця (Trešnjica)
- Укропці (Ukropci)
- Унієрина (Unijerina)
- Чаворі (Čavori)
- Хан (Han)
- Шишичі (Šišići)
- Шкалярі (Škaljari)
- Шпілярі (Špiljari)